# Seks, ljubezen in to
Seks, ljubezen in to (COBISS) je roman Andreja Moroviča; izšel je leta 2006 pri Študentski založbi v knjižni zbirki Beletrina. 

## Vsebina
Pripovedovalec Klemen, imenovan tudi Bajrami, odpotuje v Benetke, kjer skupaj s sinom nekega bogatega židovskega trgovca ustanovi avantgardno glasbeno skupino Ciklon C. Naselijo se v zapuščeni tovarni, kjer se začnejo zbirati različni čudaki: neuspešni umetniki, begunci, odpadniki, skratka ljudje z dna družbene lestvice, ki se jim godijo najrazličnejše prigode, večinoma v povezavi z uporabo prepovedanih drog in seksa za zabavo. 
V nadaljevanju romana se Bajrami odpravi v Avstralijo, nato v Berlin, ponovno v Benetke, Amsterdam in končno v Ljubljano. Vsa obiskana mesta nudijo obilo zabave, razuzdanega življenja, brezdelja, vendar tudi razočaranj, ki jih junak skuša potešiti z obsedenostjo z nasprotnim spolom, nenadzorovano slo, ljubeznijo in vsem, kar spada zraven. 